# Стинерсон (тауншип, Миннесота)
Стинерсон (англ. Steenerson) — тауншип в округе Белтрами, Миннесота, США. На 2000 год его население составило 28 человек.

## География
По данным Бюро переписи населения США площадь тауншипа составляет 94,0 км², из которых 94,0 км² занимает суша, водоёмов нет.

## Демография
По данным переписи населения 2000 года здесь находились 28 человек, 11 домохозяйств и 8 семей. Плотность населения —  0,3 чел./км². На территории тауншипа расположено 28 построек со средней плотностью 0,3 построек на один квадратный километр. Расовый состав населения: 89,29 % белых, 3,57 % афроамериканцев и 7,14 % коренных американцев.
Из 11 домохозяйств в 18,2 % воспитывались дети до 18 лет, в 63,6 % проживали супружеские пары, в 9,1 % проживали незамужние женщины и в 18,2 % домохозяйств проживали несемейные люди. 18,2 % домохозяйств состояли из одного человека, при том 9,1 % из — одиноких пожилых людей старше 65 лет. Средний размер домохозяйства — 2,55, а семьи — 2,67 человека.
17,9 % населения — младше 18 лет, 7,1 % — в возрасте от 18 до 24 лет, 14,3 % — от 25 до 44, 39,3 % — от 45 до 64, и 21,4 % — старше 65 лет. Средний возраст — 55 лет. На каждые 100 женщин приходилось 100,0 мужчин. На каждые 100 женщин старше 18 приходилось 155,6 мужчин.
Средний годовой доход домохозяйства составлял 13 750 долларов, а средний годовой доход семьи —  12 500 долларов. Средний доход мужчин —  38 750  долларов, в то время как у женщин — 6 250. Доход на душу населения составил 10 075 долларов. За чертой бедности не находились ни одна семья и ни один человек.